# لامبرتسویل (پنسیلوانیا)
لامبرتسویل (به انگلیسی: Lambertsville) یک منطقهٔ مسکونی در ایالات متحده آمریکا است که در شهرستان سامرست، پنسیلوانیا واقع شده‌است. لامبرتسویل ۶۸۳٫۹۸ متر بالاتر از سطح دریا واقع شده‌است.